# Lepidosauria
Lepidosauria är en överordning bland kräldjuren. Den inkluderar alla kräldjur som har överlappande fjäll, det vill säga bryggödlor och fjällbärande kräldjur.